# Vụ tàu hỏa trật đường ray tại Eséka 2016
Vào ngày 21 tháng 10 năm 2016, một tàu hỏa của Công ty đường sắt Camrail chở khách du lịch từ thủ đô Yaoundé thành phố cảng Douala thì trật đường ray tại Eséka, miền trung Cameroon. Ít nhất 75 người đã thiệt mạng và 600 người khác bị thương.
Đây là vụ tai nạn đường sắt làm chết nhiều người nhất trên lục địa châu Phi kể từ vụ tai nạn ở Benaleka vào tháng 8 năm 2007.

## Tai nạn
Đoàn tàu bị tai nạn chở khách du lịch từ thủ đô Yaoundé thành phố cảng Douala. Do trận mưa lớn trong đêm 20 tháng 10 đã làm cho chiếc cầu trên tuyến đường nối liền thủ đô Yaoundé và trung tâm kinh tế Douala bị sập, khiến nhiều du khách buộc phải chuyển sang lựa chọn tàu hỏa làm phương tiện đi lại. Công ty đường sắt Camrail đã tăng cường các toa tàu phục vụ hành khách. Tàu rời khỏi Yaoundé vào lúc 11:00 giờ theo giờ địa phương, chở theo 1.300 hành khách, trong khi số lượng hành khách quy định trên tàu là 600. Những toa tàu bị trật đường ray vào lúc 12:00 giờ theo giờ địa phương (11:00 GMT) tại Eséka, cách khoảng 120 km (75 mi) về phía tây của thủ đô.
Những nạn nhân đã được chuyển đến bệnh viện địa phương ở Eséka, số khác được đưa đến Douala. Hình ảnh phương tiện truyền thông cho thấy nhiều toa xe bị lật nằm cạnh ngay đường ray, hàng trăm hành khách đứng nhìn tàu bị trật đường ray.